# سنا لینن
سنا لینن (انگلیسی: Senne Lynen؛ زادهٔ ۱۹ فوریهٔ ۱۹۹۹) بازیکن فوتبال اهل بلژیک است.
از باشگاه‌هایی که در آن بازی کرده‌است می‌توان به باشگاه فوتبال تلستار و باشگاه فوتبال کلوب بروژ اشاره کرد.
وی همچنین در تیم‌های ملی فوتبال زیر ۱۷ سال بلژیک و زیر ۱۹ سال بلژیک بازی کرده‌است.